# Sprengung
Eine Sprengung ist die Zerstörung eines Objektes durch Sprengstoff. Sie dient militärischen und zivilen Zwecken, so zum Abbruch von Bauwerken, der Gewinnung von Bodenschätzen, Herstellung von Geländevertiefungen, dem  Tunnelbau, zur Verbindung nichtschweißbarer Metalle mit Hilfe der Sprengtechnik oder auch zur Formgebung von Blechen durch Sprengplattieren. Mitunter werden Sprengungen auch zu kriminellen Zwecken durchgeführt, z. B. um Geld aus Automaten zu entwenden. Wenn die Tat nur der Zerstörung dient, wird sie meist nicht als Sprengung bezeichnet, sondern eher als Bomben- bzw. Sprengstoffanschlag o. ä.

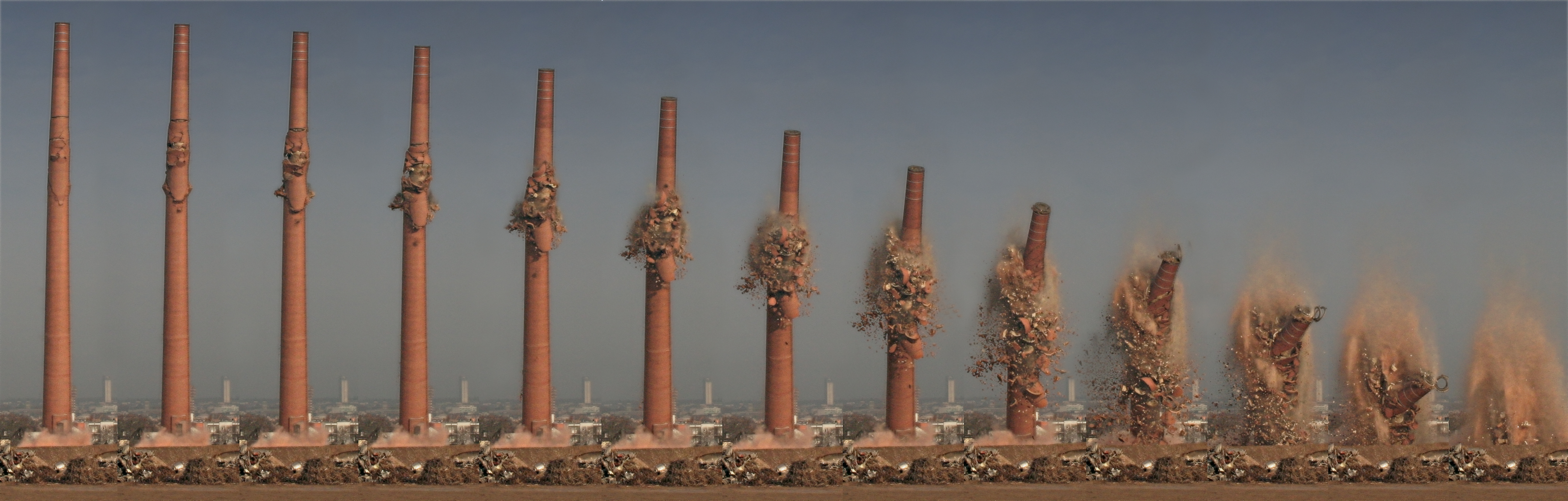
Sprengung eines Schornsteins der alten Henningerbrauerei in Frankfurt (Main) am 2. Dezember 2006 im zeitlichen Verlauf

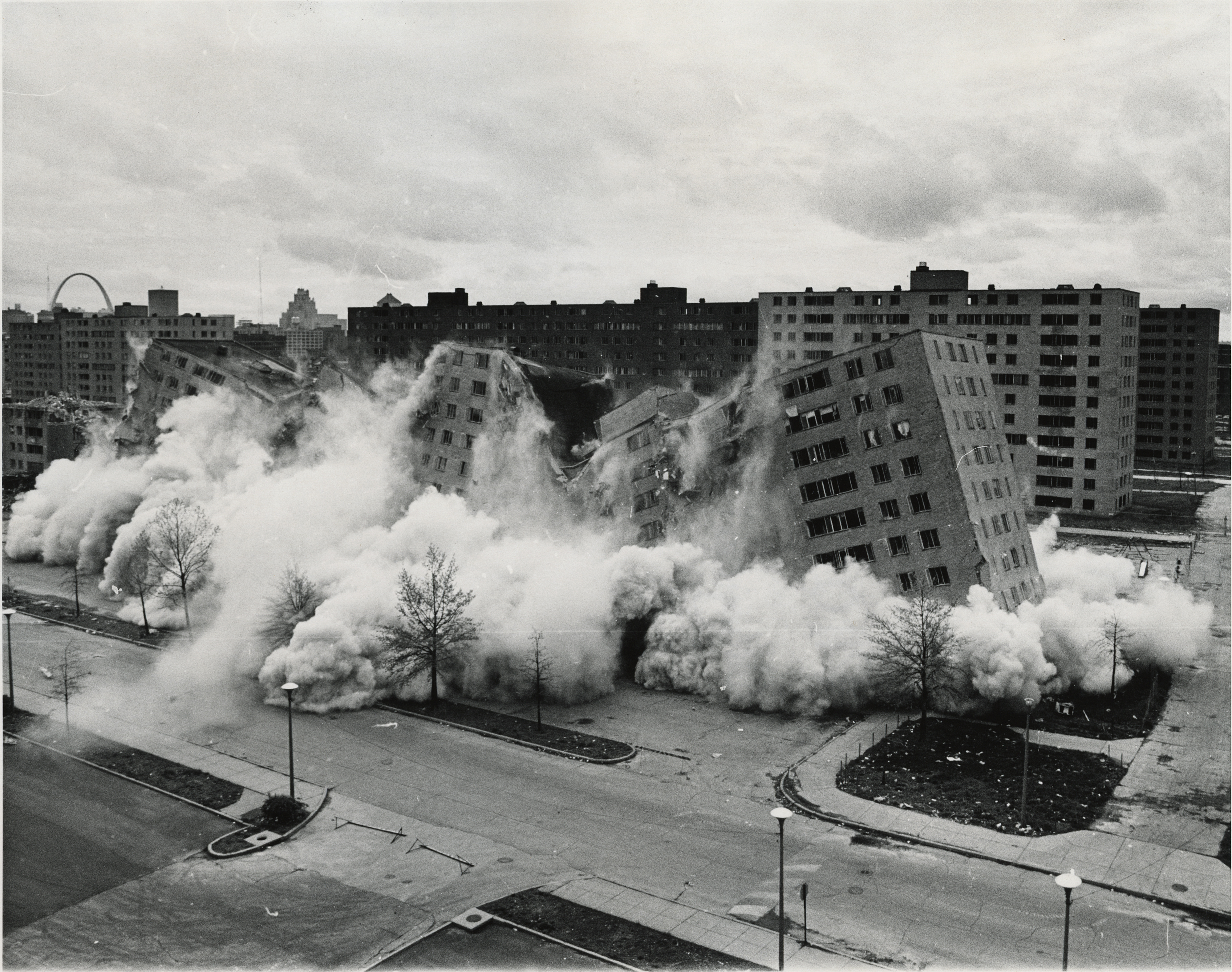
Abriss eines Gebäudes des Pruitt-Igoe-Wohngebietes

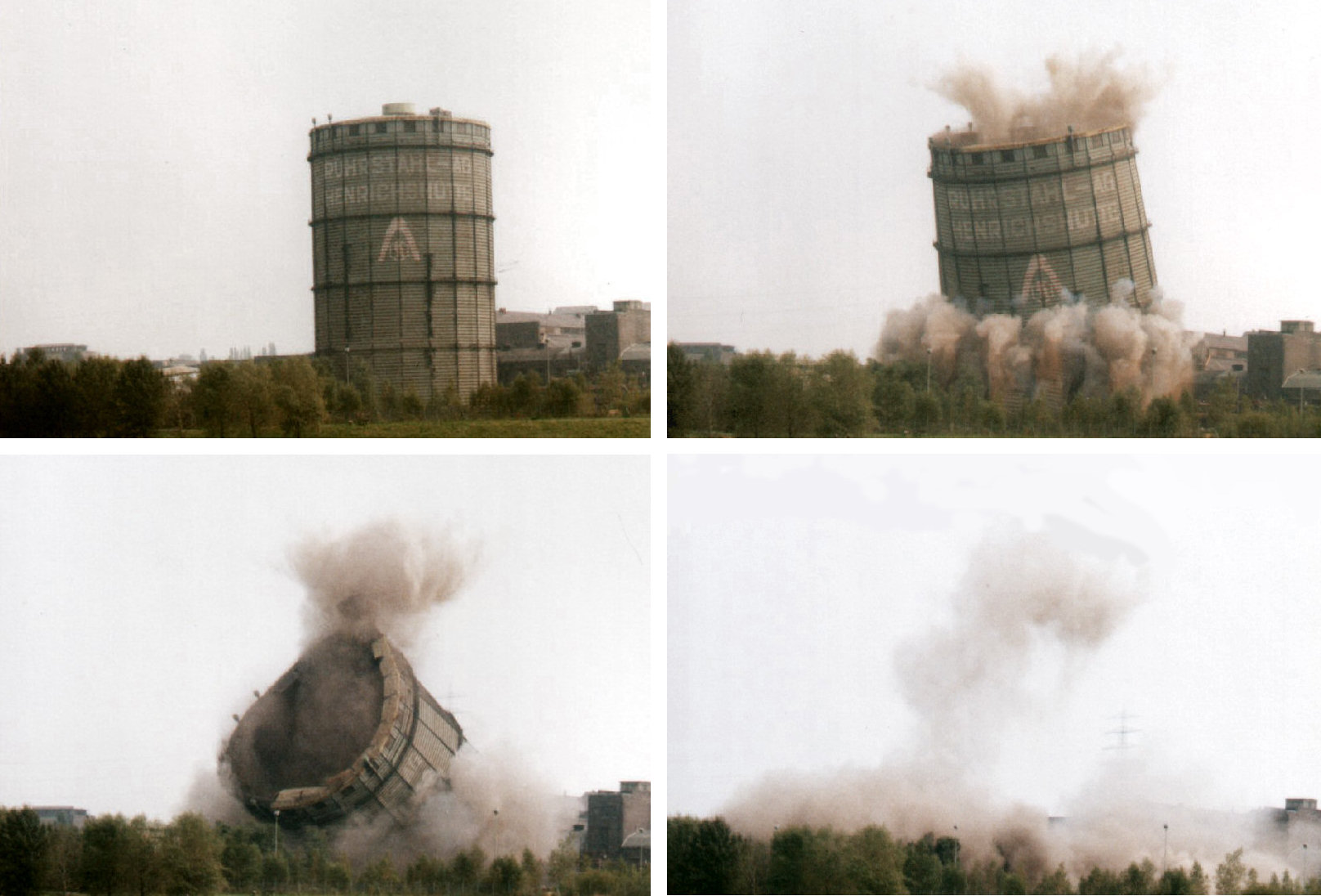
Sprengung eines alten Gasometers

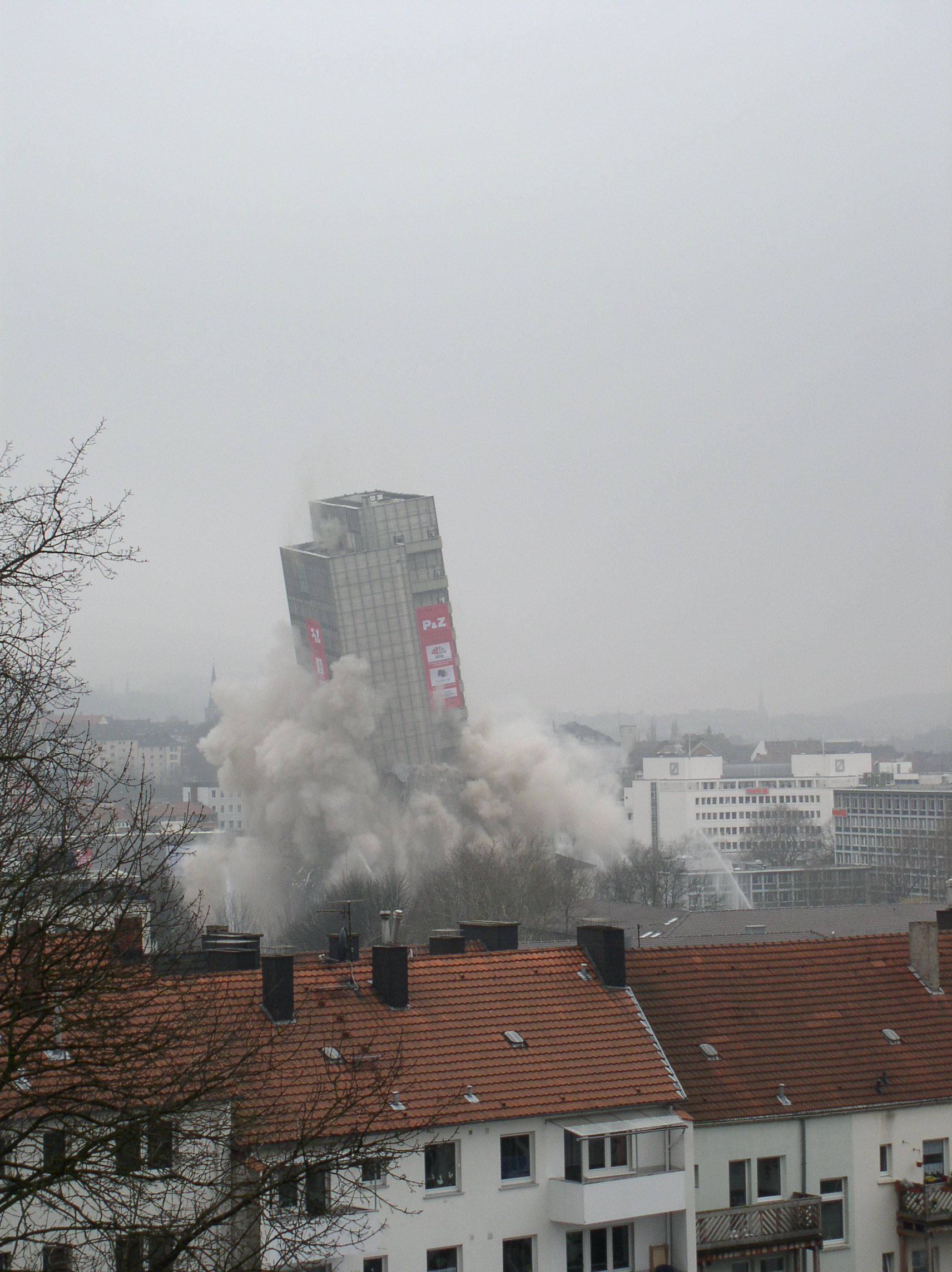
Langer Oskar, Hagen

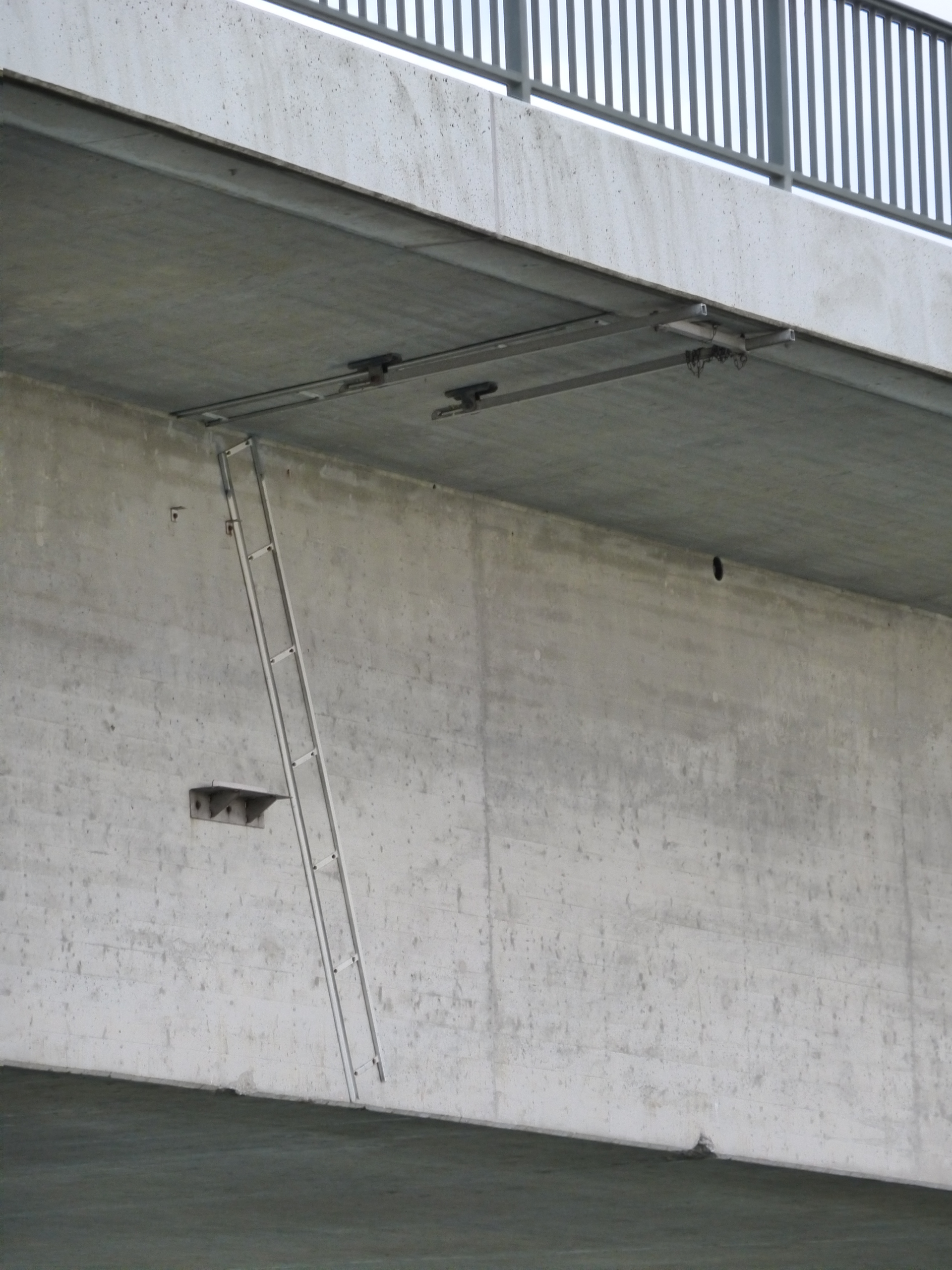
Im Kalten Krieg zur Sprengung vorbereitete Donaubrücke: Halterungen zum Anbringen von Schneidladungen

## Durchführung
Nach dem Sprengstoffrecht dürfen Sprengungen nur von ausgebildetem Fachpersonal, also von Sprengberechtigten, durchgeführt werden.
Die Ausbildung erfolgt an sog. Sprengschulen bzw. beim Militär, Katastrophenschutz (THW) und im Bergbau in staatlich anerkannten Lehrgängen. In Deutschland wird die Fachkunde durch ein Zeugnis der erfolgreichen Lehrgangsteilnahme nachgewiesen. Mit diesem kann der Inhaber einen Befähigungsschein nach § 20 bzw. § 27 Sprengstoffgesetz erhalten. 
Bei größeren Sprengungen wird kurz zuvor eine Vergrämungssprengung durchgeführt, deren Knall Tiere und insbesondere Vögel aufschrecken und flüchten lässt.

## Weitere Bedeutungen
Das Wort bezeichnet technisch allgemein das Trennen von festen Materialien durch Einbringen von expansiv wirkenden Gegenständen oder Substanzen. So ist es möglich, Stein durch Einbringen von gewässerten Holzkeilen auseinanderzusprengen, da sich Holz nach der Wässerung mit großer Kraft ausdehnt. Auch Wassereinschlüsse, die gefroren werden, sprengen feste Substanzen auseinander. In diesen Fällen gibt es keine Explosion, sondern es entstehen Brüche und Trennfugen.

## Einige Bauwerkssprengungen
- 1947: Nikolaikirche (Chemnitz)
- 1948: Matthäikirche (Leipzig)
- 1949: Georgenkirche (Berlin-Mitte), St.-Andreas-Kirche (Berlin), Lazaruskirche (Berlin)[2]
- 1950: Berliner Stadtschloss
- 1956: St.-Ulrich-und-Levin in Magdeburg
- 1959: American Church of St John in Dresden
- 1968: Universitätskirche in Leipzig
- 1968: Garnisonkirche in Potsdam
- 1995: Millerntor-Hochhaus in Hamburg
- 1998: OMEGA Sendemast Trelew
- 1999: OMEGA Sendemast Chabrier (höchstes je gesprengtes Objekt)
- 2001: Buddha-Statuen von Bamiyan
- 2002: 300 m hoher Schornstein des Kraftwerk Thierbach
- 2004: Hochhaus Langer Oskar in Hagen
- 2004: Kohlekraftwerk Aschaffenburg
- 2008: Althoff-Turm des Karstadt-Gebäudes in Essen[3]
- 2008: Kühltürme G+H des Kraftwerks Scholven in Gelsenkirchen[4]
- 2009: Kamin („Langer Heinrich“) der Zuckerfabrik Regensburg[5]
- 2010: Hochhaus „Weißer Riese“ in Kamp-Lintfort[6]
- 2011: Turmhotel in Solingen[7]
- 2012: Reste des Löhrhof-Centers in Recklinghausen[8]
- 2013: Sinntalbrücke bei Bad Brückenau (etwa 770 Meter lange Autobahnbrücke an der BAB A7)[9]
- 2013: Bodenseesender (Sendemasten)
- 2014: AfE-Turm der Universität Frankfurt am Main[10]
- 2014: Kohleturm der ehemaligen Kokerei Kaiserstuhl in Dortmund[11]
- 2014: Alter Aussichtsturm Pyramidenkogel
- 2015: DEW-Gasometer Dortmund[12]
- 2017: Bonn-Center[13]
- 2019: Kraftwerk Gustav Knepper[14]
- 2019: Weißer Riese im Wohnpark Hochheide in Duisburg[15]
- 2020: Talbrücke Eisern in Siegen[16]
- 2021: Kraftwerk Kellermann Lünen
- 2024: Die Haarbachtalbrücke auf der A 544

## Videos
1. ↑  Erste Verordnung zum Sprengstoffgesetz (1. SprengV). 23. November 1977, abgerufen am 28. Juli 2020.
2. ↑  kirchensprengung.de
3. ↑  youtube.com
4. ↑  ORF.at: IPTV-Video der Sprengung (Memento des Originals vom 14. August 2008 im Internet Archive)  Info: Der Archivlink wurde automatisch eingesetzt und noch nicht geprüft. Bitte prüfe Original- und Archivlink gemäß Anleitung und entferne dann diesen Hinweis.
5. ↑  Der "Lange Heinrich" ist gefallen (Memento vom 18. November 2009 im Internet Archive)
6. ↑  youtube.com
7. ↑  youtube.com
8. ↑  youtube.com
9. ↑  youtube.com
10. ↑  youtube.com
11. ↑  youtube.com
12. ↑  youtube.com
13. ↑  youtube.com
14. ↑  youtube.com
15. ↑  youtube.com
16. ↑  youtube.com